# Saturday (Simple Plan)
Saturday è un singolo del gruppo musicale canadese Simple Plan, pubblicato il 22 giugno 2015.

## Tracce
1. Saturday – 2:56

## Formazione
- Pierre Bouvier – voce
- Jeff Stinco – chitarra solista, cori
- Sébastien Lefebvre – chitarra ritmica, voce secondaria
- David Desrosiers – basso, voce secondaria
- Chuck Comeau – batteria, percussioni, cori